# Hajipur
Hajipur ist eine Stadt im Bundesstaat Bihar im Osten Indiens. Sie ist der Hauptsitz des Distrikt Vaishali. Hajipur hat den Status eines City Council (Nagar parishad). Die Stadt ist in 39 Wards gegliedert. Sie ist ungefähr 10 km von Bihars Hauptstadt Patna entfernt.  Die Stadt wächst sehr schnell und wird immer mehr in die Metropolregion von Patma integriert.

## Demografie
Die Einwohnerzahl der Stadt liegt laut der Volkszählung von 2011 bei 147.688. Hajipur hat ein Geschlechterverhältnis von 892 Frauen pro 1000 Männer und damit einen für Indien üblichen Männerüberschuss. Die Alphabetisierungsrate lag bei 76,8 % im Jahr 2011. Knapp 85,8 % der Bevölkerung sind Hindus, ca. 13,9 % sind Muslime und ca. 0,3 % gehören anderen Religionen an. 14,2 % der Bevölkerung sind Kinder unter 6 Jahren. 16,9 % der Bevölkerung waren Teil der Scheduled Castes.
| Jahr      | 1901   | 1951   | 1981   | 1991   | 2001    | 2011    |
| Einwohner | 21.398 | 25.149 | 62.520 | 87.687 | 119.412 | 147.688 |

## Wirtschaft
Die Wirtschaft von Hajipur ist weitgehend dienstleistungsorientiert, hat aber auch eine landwirtschaftliche Basis und einen Industriesektor. 2011 machen Dienstleistungen 55 %, Industrie 9 % und Landwirtschaft 35 % der Wirtschaftsleistung der Stadt aus.
Auf der anderen Seite des Gandak findet alljährlich im November und Dezember der Viehmarkt von Sonpur statt.

## Infrastruktur
Hajipur das Hauptquartier der East Central Railway Zone der Indian Railways.